# Joseph-Arthur Barrette
Pour les articles homonymes, voir Barrette.
Joseph-Arthur Barrette (28 avril 1875-27 avril 1952) est un agriculteur, homme d'affaires, notaire et homme politique fédéral du Québec.

## Biographie
Né à Saint-Barthélemy dans la région de Lanaudière, Joseph-Arthur Barrette devint député du Parti conservateur dans la circonscription de Berthier lors des élections de 1911. Défait en 1921 et dans Berthier—Maskinongé en 1925 et en 1926. Élu en 1930 dans Berthier—Maskinongé, il sera à nouveau défait en 1935 et comme candidat du Gouvernement national (conservateur) en 1940.